# Kartini
Raden Adjeng Kartini, ibland Raden Ayu Kartini, född 21 april 1879, död 17 september 1904, var en javanesisk kvinnorättsaktivist och feminist, betraktad som en nationalhjältinna i Indonesien. Hon är känd för sitt pionjärarbete för kvinnors rättigheter och utbildning i Indonesien.

## Biografi
Kartini tillhörde en inhemsk adlig familj på Java i dåvarande Nederländska Ostindien: hennes far, prins Sosroningrat, var vasall av Jepara. Till skillnad från de flesta kvinnor ur den inhemska överklassen, som inte blev utbildade och ofta inte ens lärde sig att tala holländska, fick hon sin grundskoleutbildning i en holländsk skola, och ville studera för att bli lärare. Hon tvingades i stället vid tolv års ålder avsluta studierna och låta sig bli isolerad i sitt hem enligt lokal sed (pingit) för kvinnliga medlemmar i den muslimska indonesiska överklassen, fram till sitt äktenskap.

### Verksamhet
Under sin isolering bildade hon sig som autodidakt och gjorde sig bekant med den europeiska feminismen och kvinnorörelsen, som gav henne önskan att höja och utöka rättigheterna för kvinnorna i det javanesiska samhället. Hon deltog också i samhällsdebatten genom att skriva artiklar som publicerades som brev i pressen och ledde till en debatt om inhemska kvinnors ställning. Hon framlade också sina idéer för de koloniala myndigheterna. Kartini motsatte sig polygamin för män och arrangerade äktenskap, talade för kvinnors rätt till utbildning och vädjade om internationellt stöd för sin kamp. Hon intresserade sig också för mysticism.

### Död
Den 12 november 1903 släpptes Kartini ur sin isolering och giftes mot sin vilja bort med Raden Adipati Joyodiningrat i ett arrangerat äktenskap. Hon avled efter födelsen av sin enda son året därpå. Efter hennes död förde hennes systrar vidare hennes arbete om inhemska kvinnors rätt till utbildning. Familjen Van Deventer grundade R.A. Kartini Fonden, med vars hjälp en rad skolor, som erbjöd sekundärundervisning till inhemska flickor, grundades i Indonesien från 1912. Dessa kallades Kartiniskolor efter henne.

## Eftermäle
Kartinis arbete för befrielse av kvinnor har också tolkats i ett vidare begrepp, som en strävan att frigöra också indoneserna från holländskt kolonialt förtryck. Hennes födelsedag har varit en nationell helgdag i Indonesien sedan 1964.  